# Liste d'élections en 1946
Chronologie des élections
- 1942
- 1943
- 1944
- 1945
- 1946
- 1947
- 1948
- 1949
- 1950

Cette liste recense les élections organisées durant l'année 1946. Elle inclut les élections législatives et présidentielles nationales dans les États souverains, ainsi que les principaux référendums.
En Europe de l'Est, les communistes arrivent au pouvoir en Bulgarie (qui devient une « république populaire », septembre) et en Tchécoslovaquie (mai).

## Par mois

### Janvier
| Date      | Pays                                                   | Élections    | Notes | Résultats |
| --------- | ------------------------------------------------------ | ------------ | --- | --- |
| 6 janvier | Siam                                                   | Législatives | Il n'existe pas de partis politiques au Siam à cette date. Les candidats appartiennent à diverses factions informelles.                                                                  | Khuang Aphaiwong (conservateur sans étiquette) est nommé Premier ministre, ses partisans étant majoritaires au Parlement. |
| 6 janvier | République démocratique du Viêt Nam (Viet Nâm du Nord) | Législatives | Sous la direction de Hô Chi Minh, le pays a déclaré son indépendance en septembre 1945. L'indépendance n'est pas reconnue par la France. L'élection ne se déroule pas à bulletin secret. | Le Parti des travailleurs du Viet Nâm (marxiste-léniniste) obtient la majorité absolue des sièges.                        |

### Février
| Date       | Pays             | Élections                      | Notes | Résultats |
| ---------- | ---------------- | ------------------------------ | --- | --- |
| 10 février | Union soviétique | Législatives                   | Seuls les candidats membres du Parti communiste, ou approuvés par le parti, sont autorisés à se présenter. Les autorités présentent un unique candidat pour chaque siège ; les citoyens sont invités à approuver ou rejeter le candidat sélectionné. | Tous les candidats sont élus, avec un taux d'approbation général de 99,2 %. Le Parti communiste (parti unique) obtient 81 % des sièges, le reste revenant à des élus sans étiquette mais approuvés par le parti. |
| 17 février | Belgique         | Législatives                   | | Parlement sans majorité. Le Parti social-chrétien (centriste) obtient une majorité relative des sièges à la Chambre des députés, et une majorité absolue d'un siège au Sénat. Néanmoins le Parti socialiste, arrivé deuxième, parvient à former un gouvernement minoritaire. Paul-Henri Spaak devient Premier ministre. |
| 24 février | Argentine        | Législatives et présidentielle | | Le Parti travailliste (gauche) remporte la majorité absolue des sièges à la Chambre des députés. Juan Perón (travailliste) est élu président de la République avec 52,8 % des voix, devant José Tamborini, candidat soutenu par une alliance allant des conservateurs aux communistes.                                  |

### Mars
| Date    | Pays  | Élections    | Notes | Résultats |
| ------- | ----- | ------------ | ----- | --- |
| 31 mars | Grèce | Législatives |       | L'Alignement unifié des nationalistes (national-conservatisme, royalisme, anti-communisme) obtient une majorité absolue des sièges. Konstantinos Tsaldaris devient Premier ministre. |

### Avril
| Date     | Pays            | Élections                      | Notes                                                  | Résultats |
| -------- | --------------- | ------------------------------ | ------------------------------------------------------ | --- |
| 10 avril | Japon           | Législatives                   |                                                        | Parlement sans majorité. Le Parti libéral (conservateur) obtient une majorité relative des sièges ; Shigeru Yoshida (Parti libéral) est nommé Premier ministre.                                                                                               |
| 23 avril | Philippines     | Législatives et présidentielle |                                                        | Les Libéraux remportent la majorité relative des sièges à la Chambre des représentants, tandis que le Parti nationaliste (droite) conserve sa majorité absolue au Sénat. Manuel Roxas (libéral) est élu président de la République avec 53,9 % des suffrages. |
| 25 avril | Rhodésie du Sud | Législatives                   | Seule la minorité blanche exerce le pouvoir politique. | Le Parti uni (conservateur) perd sa majorité absolue des sièges, mais conserve la majorité relative. Godfrey Huggins demeure Premier ministre. |

### Mai
| Date   | Pays            | Élections                  | Notes | Résultats |
| ------ | --------------- | -------------------------- | --- | --- |
| 5 mai  | Colombie        | Présidentielle             | | Alternance. Mariano Ospina Pérez (Parti conservateur) est élu avec 41,4 % des voix, devant Gabriel Turbay (Parti libéral).                                                                           |
| 5 mai  | France          | Référendum constitutionnel | Une proposition de Constitution est soumise aux citoyens pour la Quatrième République. Elle abolit le Sénat et renforce la nature parlementaire plutôt que présidentielle des institutions. Soutenue par les socialistes et les communistes, elle suscite l'opposition des gaullistes, qui souhaitent un modèle présidentiel fort. | La proposition est rejetée par 52,8 % des votants. En conséquence, l'assemblée constituante est dissoute, et de nouvelles élections législatives ont lieu en juin.                                   |
| 7 mai  | Liberia         | Référendum constitutionnel | Les citoyens sont invités à se prononcer sur l'introduction du droit de vote des femmes. | La proposition est approuvée par plus des deux tiers des votants, et adoptée. |
| 17 mai | Pays-Bas        | Législatives               | | Alternance. Parlement sans majorité. Le Parti populaire catholique (centre-droit) obtient une majorité relative des sièges, et dirige le nouveau gouvernement avec Louis Beel pour Premier ministre. |
| 26 mai | Tchécoslovaquie | Législatives               | | Parlement sans majorité. Le Parti communiste remporte une majorité relative des sièges, et prend la tête d'un gouvernement de coalition. Klement Gottwald devient Premier ministre.                  |

### Juin
| Date     | Pays    | Élections    | Notes | Résultats |
| -------- | ------- | ------------ | --- | --- |
| 1er juin | Cuba    | Législatives | | Parlement sans majorité. Le Parti authentique (nationaliste, national-syndicaliste) conserve une majorité relative des sièges. |
| 2 juin   | France  | Législatives | Élections anticipées, dues au rejet par référendum de la proposition de nouvelle Constitution. Ces élections doivent produire une nouvelle assemblée constituante.                                                                                      | Alternance. Parlement sans majorité. Le Mouvement républicain populaire (centriste, chrétien-démocrate) dépasse le Parti communiste et obtient une majorité relative des sièges. Les communistes et les socialistes ne disposent plus, ensemble, d'une majorité absolue. Georges Bidault (MRP) devient président du gouvernement provisoire, mais maintient un gouvernement d'union nationale avec les communistes et les socialistes. |
| 2 juin   | Italie  | Législatives | Premières élections nationales italiennes où les femmes aient le droit de vote. Premières élections multipartites depuis 1924. | Parlement sans majorité. Le parti Démocratie chrétienne (centriste, chrétien social) obtient une majorité relative des sièges. Le gouvernement demeure fondé sur le Comité de libération nationale, alliance des partis antifascistes de tous bords ; outre Démocratie chrétienne, il inclut notamment le Parti socialiste et le Parti communiste. Alcide De Gasperi (Démocratie chrétienne) est Premier ministre.                     |
| 2 juin   | Italie  | Référendum   | Les citoyens sont invités à choisir entre le maintien de la monarchie ou son abolition en faveur d'une république. Le roi Victor-Emmanuel III, entaché par son soutien au fascisme, a abdiqué le mois précédent, cédant le trône à son fils Humbert II. | Les Italiens se prononcent à 54,3 % pour l'instauration d'une république. Celle-ci est proclamée le même jour. Humbert II quitte le pays sans abdiquer, et est banni par la nouvelle Constitution. (Pour plus d'informations, voir l'article : Naissance de la République italienne.) |
| 30 juin  | Islande | Législatives | | Parlement sans majorité. Le Parti de l'indépendance (conservateur) conserve une majorité relative des sièges. |
| 30 juin  | Pologne | Référendum   | Plusieurs propositions sont soumises aux citoyens : l'abolition du Sénat ; une réforme agraire et la nationalisation des industries essentielles ; la « consolidation de la frontière occidentale » sur la ligne Oder-Neiße.                            | Officiellement, toutes les propositions sont approuvées par plus des deux tiers des votants. En réalité, les autorités publient des résultats falsifiés ; seule la proposition portant sur la frontière occidentale a réellement été approuvée par les citoyens. |

### Juillet
| Date       | Pays    | Élections                      | Notes | Résultats |
| ---------- | ------- | ------------------------------ | ----- | --- |
| 7 juillet  | Mexique | Législatives et présidentielle |       | Le Parti révolutionnaire institutionnel (centriste) conserve la quasi-totalité des sièges à la Chambre des députés. Manuel Ávila Camacho (PRI) est réélu président de la République avec 77,9 % des voix. |
| 21 juillet | Turquie | Législatives                   |       | Le Parti républicain du peuple (kémaliste, social-démocrate) conserve une majorité absolue des sièges, devant le Parti démocrate (conservateur). Recep Peker est nommé Premier ministre.                  |

### Août
Il n'y a pas d'élections nationales en août 1946.

### Septembre
| Date          | Pays       | Élections      | Notes | Résultats |
| ------------- | ---------- | -------------- | --- | --- |
| 1er septembre | Grèce      | Référendum     | Le référendum porte sur la restauration de la monarchie. Le scrutin se déroule dans un contexte de forte instabilité. Les communistes et autres membres de gauche de l'ancienne résistance au nazisme sont violemment persécutés : c'est la « Terreur blanche ». | La proposition est approuvée par 68,4 % des votants. Le roi Georges II remonte sur le trône. |
| 4 septembre   | Chili      | Présidentielle | | Gabriel González Videla (Parti radical, centre-gauche) arrive en tête du vote populaire avec 40,2 % des suffrages, et est élu président par le Congrès. Il succède à Juan Antonio Ríos (même parti), et devance Eduardo Cruz-Coke (Parti conservateur).                                    |
| 8 septembre   | Bulgarie   | Référendum     | Le référendum porte sur l'abolition de la monarchie et l'instauration d'une république. | La proposition est approuvée par 95,6 % des votants. La république populaire de Bulgarie est proclamée le 15 septembre. Des élections législatives ont lieu en octobre. |
| 14 septembre  | Îles Féroé | Référendum     | Le référendum porte sur l'indépendance du pays vis-à-vis du Danemark. | La proposition est approuvée par 50,7 % des votants. Les autorités danoises ne reconnaissent pas le résultat, car le taux d'abstention ayant été de 32,5 %, la majorité des Féroïens n'ont pas voté pour l'indépendance. Le Danemark accorde néanmoins l'autonomie aux îles Féroé en 1948. |
| 28 septembre  | Australie  | Législatives   | | Le Parti travailliste (gauche) conserve la majorité absolue des sièges. Ben Chifley demeure Premier ministre. |

### Octobre
| Date       | Pays      | Élections                  | Notes | Résultats |
| ---------- | --------- | -------------------------- | --- | --- |
| 13 octobre | France    | Référendum constitutionnel | Une proposition de Constitution est soumise aux citoyens pour la Quatrième République. Elle vise à instaurer une république parlementaire. La Constitution est soutenue par les partis du gouvernement (centristes, communistes et socialistes), mais Charles de Gaulle, partisan d'un modèle exécutif fort, fait campagne pour le « non ». | La proposition est approuvée par 53,2 % des votants. La Quatrième République est proclamée le lendemain.                                                                                    |
| 27 octobre | Bulgarie  | Législatives               | Les élections font suite à l'abolition de la monarchie, et la proclamation de la république populaire de Bulgarie en septembre. L'Assemblée nationale élue par ce scrutin sera également une assemblée constituante. | Le Parti communiste obtient une majorité absolue des sièges. La plupart des autres sièges reviennent à ses alliés du Front patriotique. Georgi Mikhailov Dimitrov devient Premier ministre. |
| 27 octobre | Venezuela | Législatives               | Élection d'une assemblée constituante. Elle fait suite au coup d'État orchestré par le mouvement Action démocratique en octobre 1945 pour introduire la démocratie au Venezuela. Premières élections démocratiques de l'histoire du pays.                                                                                                   | Le parti Action démocratique (gauche) remporte une très large majorité des sièges. |

### Novembre
| Date              | Pays                | Élections                      | Notes | Résultats |
| ----------------- | ------------------- | ------------------------------ | --- | --- |
| 5 novembre        | États-Unis          | Législatives                   | | Alternance. Le Parti républicain (conservateur) obtient une majorité absolue des sièges aux deux chambres du Congrès. Le président Harry S. Truman (Parti démocrate) perd ainsi le soutien du corps législatif. |
| 10 novembre       | France              | Législatives                   | Élection de la première Assemblée nationale de la Quatrième République, proclamée le 14 octobre.                                                                                        | Parlement sans majorité. Le gouvernement d'union nationale (centristes, communistes et socialistes) conserve une large majorité absolue des sièges. Le Parti communiste remporte la majorité relative, dépassant le Mouvement républicain populaire (centriste, chrétien-démocrate). Maurice Thorez (communiste) brigue la direction du gouvernement, qui lui est refusée par ses alliées. En décembre, Léon Blum (SFIO, socialiste) forme brièvement un gouvernement minoritaire uniquement constitué de socialistes. En janvier 1947, Paul Ramadier (SFIO) prend la tête d'un gouvernement tripartite (centristes, communistes, socialistes). |
| 19 novembre       | Royaume de Roumanie | Législatives                   | Premières élections nationales roumaines où les femmes aient le droit de vote. Se déroulant sous occupation soviétique, les élections sont marquées par la fraude et les intimidations. | Le « Bloc des partis démocratiques », alliance de partis de gauche ou libéraux, remporte la majorité absolue des sièges. Au sein de l'alliance, le Parti social-démocrate dispose du plus grand nombre de sièges, le Parti communiste n'étant qu'en quatrième place (avec 16 % des sièges au Parlement). Petru Groza (Front des laboureurs, parti agrariste membre du « Bloc ») est Premier ministre. |
| 24 novembre       | Uruguay             | Législatives et présidentielle | | Parlement sans majorité. Le Parti Colorado (batlliste) perd de peu sa majorité absolue dans les deux chambres, mais y conserve la majorité relative des sièges. Tomás Berreta (Parti Colorado) est élu président. |
| 26 et 27 novembre | Nouvelle-Zélande    | Législatives                   | | Le Parti travailliste (gauche) conserve de justesse la majorité absolue au Parlement. Peter Fraser demeure Premier ministre. |

### Décembre
Il n'y a pas d'élections nationales en décembre 1946.